# Planet TV
Planet TV je slovenska komercialna televizija z nacionalno pokritostjo. Z oddajanjem je začela septembra 2012, na trgu pa je prisotna s tremi kanali: Planet, Planet 2 in Planet Eva.
Planet TV s svojimi tremi programi predvaja predvsem zabavne in informativne vsebine. Izvršni direktor je Pavel Stantchev, programska direktorica je Alenka Medič, odgovorni urednik informativne oddaje Planet 18 pa Uroš Urbanija.

## Zgodovina
Planet TV je začel oddajati 18. septembra 2012. Prve predvajane vsebine so bile izbrane torkove tekme Lige prvakov s spremljevalnim studijskim programom, ki ga je vodil Dani Bavec. Celotna programska shema je zaživela 5. novembra 2012 z informativno oddajo Danes, ki je bila sprva na sporedu ob 18.40. Ob prej omenjenih oddajah so bili na sporedu še resničnostni šov Paradise Hotel, podjetniška resničnostna oddaja Dober posel ter zabavne oddaje, serije in filmi.
Z 9. marcem 2013 je bila informativna oddaja Danes prestavljena na termin ob 19.30. Aprila so bile uvedene nove oddaje, kot so hazarderski šov parov Moj dragi zmore, komični DA šov z Denisom Avdićem in kviz Denar pada z Jonasom Žnidaršičem. Poleti je domačo produkcijo tvoril kviz Kdo bo koga? (na sporedu je bil od ponedeljka do petka) ter ob vikendih kuharska oddaja Kuhinja za najboljše. Jeseni 2013 se je pričela predvajati nova sezona tekem nogometne UEFA Lige prvakov, novi zabavni oddaji Planet StandUp, kjer so se predstavljali slovenski in tuji komiki in Državljan Toš s Tadejem Tošem ter resničnostni šov Ljubezen na deželi. Ob sobotah ob 17.15 so bili na sporedu prenosi nogometnih tekem Prve slovenske nogometne lige.
Junija 2014 je direktor Planet TV postal Marijan Jurenec, direktor in odgovorni urednik informativnega programa in športa pa Bojan Traven. Oddaja Danes se je s 14. julijem 2014 ponovno premaknila, in sicer na 19. uro. Izmenjaje so jo vodili Mirko Mayer, Uroš Slak in Anja Markovič.
Jeseni 2014 so se pričeli resničnostni šov Kmetija: Nov začetek, oddaja z mladimi talenti Razred talentov, 4. sezona šova Moj dragi zmore in zabavna oddaja Bognedaj, da bi crknu televizor. Decembra istega leta je direktor informativnega programa in športa postal Tomaž Perovič. Januarja 2015 se je začelo predvajanje komične improvizacijske oddaje Ustreli!. Spomladi 2015 je bila predvajana 5. sezona šova Moj dragi zmore (tokrat z voditeljema Markom Potrčem in Lili Žagar) in resničnostni šov Bar, ki se je dogajal v ljubljanskem Nebotičniku. Leta 2015 je predvajanje doživela tudi prva sezona tedenskega satiričnega šova Ta teden z Juretom Godlerjem in prva sezona nadaljevanke Ena žlahtna štorija.
V letu 2016 je bila sporedu edina sezona (53 epizod) slovenske humoristične serije Da, dragi! Da, draga!. Gre za serijo, posneto po kanadskem francoskojezičnem originalu Un gars, une fille (Fant, punca). V 2017 sta sledili nadaljevanki Česnovi in Dragi sosedje. Uveden je bil resničnostni shujševalni šov The Biggest Loser Slovenija. Leto 2018 je pomenilo začetek magazinske oddaje Dan., pričetek šovov Nova zvezda Slovenije in Projekt Diva ter z marcem istega leta začetek predvajanja serije Gorske sanje. Serija bi morala v prvi sezoni imeti posnetih 80 delov, a se je snemanje prenehalo v aprilu zaradi neplačevanja snemalne ekipe, zaradi česar je bilo predvajanih 31 delov.
Leta 2019 se je osrednja informativna oddaja preimenovala v Planet 18, bila premaknjena na termin ob 18.00 in vizualno ter voditeljsko preoblikovana (njena voditelja (izmenično) sta postala Igor Krmelj in Valentina Plaskan). Spomladi istega leta je bila na sporedu 1. sezona kviza Milijonar pod voditeljstvom Slavka Bobovnika. Sledili so resničnostni šov Fittest Family Slovenija, šov Znani prvič za volanom, v katerem so znane osebe pridobivale in izpopolnjevale svoje vozniške izkušnje, plesni šov Zapleši v ljubezen ter oddaji Znajdi se in Menjamo ženi, ki je imela le dve epizodi. Prav tako je bila uvedena oddaja s slovensko zabavno in narodnozabavno glasbo Pri Črnem Petru, ki jo vodi Jasna Kuljaj, redni liki v oddaji pa so tudi Alja Prgin s humoristi Sašom Dobnikom (Gasilec Sašo), Sašom Đukićem in Boštjanom Megličem.
V 2020 se je začela snemati oddaja Treniraj kot Tadej Pogačar. Prav tako je bila uvedena oddaja Planet na obisku, v kateri so predstavljeni kraji po Sloveniji in šov Preživetje v divjini. Obenem je vodenje kviza Milijonar prevzel Jure Godler.
Spomladi 2021 je potekala prva sezona na Madžarskem posnetega licenčnega resničnostnega pevskega šova Kdo si ti? Zvezde pod masko s Klemnom Slakonjo. Sledili so še kviz Piramida sreče z Jonasom Žnidaršičem ter magazinska oddaja Planet Vau, ki jo je sprva vodila Gaja Prestor. Jeseni 2021 je bila predvajana prva sezona resničnostnega športnega šova Exatlon Slovenija z voditeljem Miranom Ališičem, ki so ga snemali na Dominikanski republiki. Pričela se je tudi produkcija jutranje oddaje Jutro na Planetu s Suzano Kozel in Taijiem Tokuhiso. Predvajati se je začel šov The Real Housewives Slovenija: Vražje dame ter oddaja Osebno z Valentino Plaskan, v kateri so gostje slovenske politično vplivne, družbenopomembne ter slavne osebe. Obenem je vodenje oddaje Planet Vau prevzela Sanja Grohar. Jeseni 2021 se je uredništvu informativnega programa pridružila Katarina Braniselj, ki je skupaj z Igor Krmeljem prevzela vodenje oddaje Planet 18. Valentina Plaskan se je preselila v pogovorno oddajo Osebno z Valentino Plaskan. Sporedu se je pridružila tudi politična komentatorska pogovorna oddaja Ura moči z Bojanom Požarjem. 
V letu 2022 je pomladna programska shema Planet TV vključevala 6. sezono kviza Milijonar, 5. sezono zabavno-glasbene oddaje Pri Črnem Petru in 15. sezono satirične oddaje Ta teden z Juretom Godlerjem. Pred parlamentarnimi volitvami se je pričela predvajati pogovorna politična oddaja Slovenija izbira z Valentino Plaskan. Prav tako se je v istem letu začela zabavna oddaja (kviz) Leta štejejo s Klemnom Bučanom, v kateri tekmovalci ugibajo starost predhodno neznanih oseb, resničnostni šov Poroka na prvi pogled in njena spremljevalna komentatorska oddaja Poroka na drugi pogled. Maja 2022 je oddaja Planet Vau ponovno doživela menjavo voditeljice. Voditeljica je tokrat postala Manja Stević. Junija in julija se je predvajal kviz Družinski dvoboj z voditeljem Žanom Papičem. 
Od septembra 2022 je potekala 2. sezona športnega resničnostnega šova Exatlon Slovenija z voditeljem Juretom Koširjem.. S 16. sezono se je vrnila satirična oddaja Ta teden z Juretom Godlerjem, v novo sezono je šla tudi jutranja oddaja Jutro na Planetu. Urednica slednje je postala Anja Markovič. Novembra 2022 je prišlo do sprememb pri vodenju oddaj. Oddajo Jutro na Planetu je zapustil Taiji Tokuhisa, ki ga je zamenjal dotakratni voditelj informativne oddaje Planet 18, Igor Krmelj. Z odhodom Krmelja v jutranji program pa je v vlogo voditelja poročil stopil Miran Tišič, ki je doslej opravljal funkcijo urednika oddaje.
Januarja 2023 se je med drugim pričelo nadaljevanje predvajanja kviza Milijonar z Juretom Godlerjem, v februarju istega leta pa tudi premierna sezona kviza Kolo sreče, ki ga vodita Klemen Bučan in Nataša Naneva, druga sezona ljubezenskega eksperimenta Poroka na prvi pogled ter 17. sezona satirične oddaje Ta teden z Juretom Godlerjem. V mesecu maju se je pričela predvajati nova kuharska oddaja Riba, raca, rak, v kateri nastopajo oziroma sodelujejo znani Slovenci. Jeseni 2023 je bila na sporedu druga sezona kviza Kolo sreče ter nadaljevanje oddaje Ta teden z Juretom Godlerjem, katere 19. sezona se je začela spomladi 2024. Maj 2024 je prinesel tretjo sezono kviza Kolo sreče, septembra isto leto pa se je pričel resničnostni šov The Biggest Loser Slovenija, tokrat pod imenom Življenje na tehtnici, 20. sezona satirične oddaje Ta teden z Juretom Godlerjem in druga sezona kuharske oddaje Riba, raca, rak. Vrnila se je pogovorno-analitična oddaja Ura moči z novim voditeljem, tokrat je voditelj oddaje postal Luka Svetina. 
Po navedbah iz 2020 je na Planet TV zaposlenih 42 oseb.

### Lastništvo
Planet TV sta ustanovila Telekom Slovenije in grško medijsko podjetje Antenna Group, pri čemer je Antenna postala večinski lastnik z 51-odstotnim lastniškim deležem, Telekom pa preko hčerinskega podjetja TSmedia manjšinski lastnik z 49-odstotnim deležem. Izdajatelj Planet TV je februarja 2013 postala družba Antenna TV SL, d.o.o., ki je bila v 51-odstotni lasti grške družbe Antenna Group in 49-odstotni lasti družbe TSmedia, hčerinskega podjetja Telekoma Slovenije.
Leta 2016 je Telekom postal 66-odstotni lastnik Antenna TV SL. Okrožno sodišče v Ljubljani je 20. julija 2016 na predlog manjšinskega lastnika podjetja začelo postopek prisilne poravnave nad družbo Antenna TV SL. Konec leta 2019 je bila prisilna poravnava končana z odločitvijo Mednarodne gospodarske zbornice. Telekom Slovenije je s prevzemom 34-odstotnega lastniškega deleža, ki ga je predhodno posedovala Antenna, v zameno za poravnavo v višini 17,6 milijonov evrov postal edini lastnik Antenna TV SL, nakar se je podjetje preimenovalo v Planet TV, televizijska dejavnost, d.o.o. Celoten znesek poravnave Telekoma Slovenije do družbe Antenna (glede na razsodbo švicarskega arbitražnega sodišča) je znašal skoraj 23 milijonov €.
Do januarja 2020 je Planet TV iskal poslovnega partnerja, ki bi prevzel manjšinski, 49-odstotni lastniški delež, od januarja 2020 pa novega večinskega lastnika, ki bi prevzem izvedel z dokapitalizacijo družbe. Kljub zniževanju stroškov se je čista izguba družbe v letu 2019 povečala z 3,8 milijona € na 8,7 milijona €, ob koncu poslovnega leta pa je bilo doseženih skupaj preko 20 milijonov € negativnega kapitala, lastniku Telekom Slovenije pa naj bi družba dolgovala okoli 30 milijonov €. Rok dokapitalizacije in prodaje je bil določen za 30. junij 2020. Po izračunih časnika Delo naj bi Telekom Slovenije od ustanovitve družbe Planet TV za družbo skupno namenil 80 milijonov €.
Oktobra 2020 je z odkupom od Telekoma Slovenije 100-odstotni lastnik Planet TV (preko hčerinske družbe v 100-odstotni lasti) postalo madžarsko televizijsko podjetje TV2 v lasti madžarskega podjetnika Jozsefa Vide (ki je povezan s tamkajšnjo vladajočo stranko Fidesz). Kupnina je znašala 5 milijonov €. Telekom naj bi prejel več ponudb več potencialnih kupcev, od katerih naj bi bila ponudba TV2 najvišja, a naj bi slednja vključevala tudi zavezo Telekoma za nadaljnje oglaševanje na Planet TV in druge poslovne ugodnosti ter finančne zaveze (pretvorba 30 milijonov € posojil, odpis okoli 3 milijonov € poslovnih terjatev in milijon evrov naložb v tekoče poslovanje Planet TV). Kmalu po prevzemu so se potegovali še za prevzem družbe TSMedia (lastnik multimedijskega portala Siol.net), ki je prav tako hčerinsko podjetje Telekoma Slovenije.

## Oddajanje
Planet TV je možno spremljati preko televizijskih operaterjev Telekom Slovenije, A1, Telemach, T2, pri vseh večjih kabelskih operaterjih in v živo preko lastne spletne strani. Od februarja 2013 do 1. julija 2017 je televizijskim gledalcem bil na voljo tudi preko prizemne tehnike DVB-T v multipleksu C. Od leta 2021 je tudi bila vzpostavljena videoteka na zahtevo Planeteka, ki je omogočala naknadni ogled preteklih in aktualnih oddaj Planet TV (ukinjena je bila leta 2023).

## Voditelji in oddaje

### Trenutni voditelji/ice (v odebeljenem tisku navedene oddaje, ki jih vodijo)
- Planet 18: Katarina Braniselj, Miran Tišič, Luka Svetina, Petra Vehovar
- Ta teden in Milijonar: Jure Godler
- Planet na obisku: Eva Cimbola
- Ura moči: Luka Svetina
- Jutro na Planetu: Suzana Kozel, Igor Krmelj in Manja Stević; Ajda Mlakar in Matej Kirn Starič (kot voditelja vremenske napovedi)
- Kolo sreče: Klemen Bučan in Nataša Naneva
- Riba, raca, rak: Klemen Bunderla in Darja Končarevič
- Življenje na tehtnici: Klemen Bučan; Andrej Milutinović in Nives Orešnik kot osebna trenerja

### Nekdanji voditelji/ice (v ležečem tisku navedene oddaje, ki so jih vodili)
- Bar (3. sezona - 2015): Bastjan Kepic
- Ustreli!: Marko Miladinovič
- Moj dragi zmore (1. - 4. sezona): Nina Osenar in Miha Brajnik
- Nogometne tekme UEFA Lige prvakov: Tomaž Lukač (kot komentator prenosov tekem), Dani Bavec (kot voditelj nogometnega studia - studijske oddaje v sklopu tekem)
- Razred talentov: Azra Selimanović
- Dober posel: Borut Godec
- Paradise Hotel: Maja Martina Merljak
- Državljan Toš: Tadej Toš
- DA Šov: Denis Avdić
- Denar pada in Piramida sreče: Jonas Žnidaršič
- Danes: Živa Rogelj, Tomaž Bratož, Jerca Zajc Šušteršič, Anja Markovič (slednja kot novinarka in voditeljica), Blaž Jarc (voditelj in urednik ter voditelj rubrike Debata v sklopu oddaje); Sabina Gosenca, Luka Šefic in Irma Kopič (kot voditelji športnega dela oddaje), Jasmina Muhič (kot voditeljica vremenske napovedi)
- Planet 18: Mirko Mayer, Miran Tišič (kot voditelj športnega dela oddaje), Bojan Ilijanič (kot voditelj vremenske napovedi), Valentina Plaskan, Igor Krmelj
- O magazin (kot voditeljica) in Zvezde Danes (kot novinarka): Špela Jereb
- Kdo bo koga?: Aljoša Ternovšek
- Bognedaj, da bi crknu televizor (kot napovedovalka): Sabina Kogovšek
- Planet kuha: Valentina Smej Novak in Luka Novak
- Doktor 24: Borut Veselko
- Nakupuj in zmaguj: Robert Roškar
- Planet Zvezde: Nejc Simšič
- The Biggest Loser Slovenija: Špela Grošelj
- Moj dragi zmore in Bilo je nekoč: Lili Žagar
- Dan.: Katja Tratnik, Lili Žagar
- Ljubezen na deželi, Kmetija: nov začetek in The Biggest Loser Slovenija: Saša Lendero
- Milijonar: Slavko Bobovnik
- Galileo, Moj dragi zmore (4. in 5. sezona), The Biggest Loser Slovenija (2. sezona), Fittest Family - Nepremagljvi ter Gasilci: Marko Potrč
- Argument; odgovorni urednik informativnega programa in nekdanji urednik spletne strani Siol.net: Mirko Mayer
- Preživetje v divjini: Brane Červek
- Kdo si ti? Zvezde pod masko: Klemen Slakonja
- Od težaka do junaka (komentatorska oddaja v sklopu šova The Biggest Loser Slovenija), Pri Črnem Petru, Exatlon: Brez cenzure (komentatorska oddaja v sklopu šova Exatlon Slovenija): Jasna Kuljaj
- Planet Vau: Gaja Prestor (1. sezona), Sanja Grohar (2. sezona), Manja Stević
- Pri Črnem Petru: Jasna Kuljaj, Alja Prgin, Sašo Dobnik, Boštjan Meglič
- Gasilci: Eva Cimbola
- Jutro na Planetu: Anja Širovnik (kot voditeljica vremenske napovedi), Taiji Tokuhisa
- Exatlon Slovenija: Miran Ališič in Tina Gaber (1. sezona); Jure Košir in Igor Mikič (2. sezona)
- Exatlon: Brez cenzure: Jasna Kuljaj, Franko Bajc in Denis Porčič - Chorchyp
- Leta štejejo: Klemen Bučan
- Družinski dvoboj: Žan Papič
- Slovenija izbira in Osebno z Valentino Plaskan: Valentina Plaskan
- Galileo: Igor Krmelj
- Ura moči: Bojan Požar

## Programske vsebine

### Oddaje lastne produkcije
| Naslov oddaje                 | Naslov oddaje                 | Leto začetka in konca predvajanja | Leto začetka in konca predvajanja |
| ----------------------------- | ----------------------------- | --------------------------------- | --------------------------------- |
| Planet Danes                  | Planet 18                     | 2012–2019                         | 2019−še traja                     |
| Naša generacija               | Naša generacija               | 2014                              | 2014                              |
| O magazin                     | O magazin                     | 2014−2015                         | 2014−2015                         |
| Ena žlahtna štorija (6 sezon) | Ena žlahtna štorija (6 sezon) | 2015–2017                         | 2015–2017                         |
| Da, dragi! Da, draga!         | Da, dragi! Da, draga!         | 2016                              | 2016                              |
| Česnovi                       | Česnovi                       | 2017                              | 2017                              |
| Dragi sosedje                 | Dragi sosedje                 | 2017                              | 2017                              |
| Gorske sanje                  | Gorske sanje                  | 2018                              | 2018                              |
| Dan.                          | Dan.                          | 2018                              | 2018                              |
| Ta teden z Juretom Godlerjem  | Ta teden z Juretom Godlerjem  | 2015–še traja                     | 2015–še traja                     |
| Pri Črnem Petru               | Pri Črnem Petru               | 2019-2022                         | 2019-2022                         |
| Treniraj kot Tadej Pogačar    | Treniraj kot Tadej Pogačar    | 2020                              | 2020                              |
| Planet na obisku              | Planet na obisku              | 2020-še traja                     | 2020-še traja                     |
| Srečno samski                 | Srečno samski                 | 2020                              | 2020                              |
| Planet Vau                    | Planet Vau                    | 2021-2022                         | 2021-2022                         |
| Ura moči                      | Ura moči                      | 2021−še traja                     | 2021−še traja                     |
| Jutro na Planetu              | Jutro na Planetu              | 2021−še traja                     | 2021−še traja                     |
| Osebno z Valentino Plaskan    | Osebno z Valentino Plaskan    | 2021-2022                         | 2021-2022                         |
| Slovenija izbira              | Slovenija izbira              | 2022                              | 2022                              |

### (Licenčne) razvedrilne oddaje lastne produkcije
| Naslov oddaje                                                            | Leto začetka in konca predvajanja |
| ------------------------------------------------------------------------ | --------------------------------- |
| Paradise Hotel (na Kostariki)                                            | 2012                              |
| Dober posel                                                              | 2012                              |
| DA šov                                                                   | 2013                              |
| Denar pada (2 sezoni)                                                    | 2013                              |
| Moj dragi zmore (5 sezon)                                                | 2013–2015                         |
| Kdo bo koga (2 sezoni)                                                   | 2013                              |
| Raketa na Planetu                                                        | 2013–2014                         |
| Planet StandUp                                                           | 2013                              |
| Ljubezen na deželi                                                       | 2013                              |
| Državljan Toš                                                            | 2013                              |
| Zmenek na slepo                                                          | 2014                              |
| Sladko življenje                                                         | 2014                              |
| Kmetija: Nov začetek (1. sezona)                                         | 2014                              |
| Bognedaj, da bi crknu televizor (2 sezoni)                               | 2014                              |
| Razred talentov                                                          | 2014–2015                         |
| Ustreli!                                                                 | 2014–2015                         |
| Bar (3. sezona)                                                          | 2015                              |
| The Biggest Loser Slovenija                                              | 2017                              |
| Nova zvezda Slovenije                                                    | 2018                              |
| Projekt Diva                                                             | 2018                              |
| Fittest Family                                                           | 2019                              |
| Milijonar                                                                | 2019 – še traja                   |
| Menjamo ženi (kmalu prekinjeno)                                          | 2019                              |
| Znajdi se                                                                | 2019                              |
| Znani prvič za volanom                                                   | 2019                              |
| Zapleši v ljubezen                                                       | 2019                              |
| Poroka na drugi pogled (komentatorska oddaja šova Poroka na prvi pogled) | 2022 - še traja                   |
| Preživetje v divjini z Branetom Červekom                                 | 2020                              |
| Kdo si ti? Zvezde pod masko                                              | 2021                              |
| Piramida sreče                                                           | 2021                              |
| Exatlon Slovenija                                                        | 2021                              |
| Poroka na prvi pogled                                                    | 2022 – še traja                   |
| The Real Housewives Slovenija: Vražje dame                               | 2021                              |
| Leta štejejo                                                             | 2022                              |
| Družinski dvoboj                                                         | 2022                              |
| Exatlon Slovenija 2022                                                   | 2022                              |
| Kolo sreče                                                               | 2023 - še traja                   |
| Večerja za 5: Na deželi                                                  | 2023 - še traja                   |
| Riba, raca, rak                                                          | 2023 - še traja                   |
| Življenje na tehntnici                                                   | 2024 - še traja                   |